# Copa México Apertura 2014
La Copa MX Apertura 2014 fue la edición 45 de la Copa México. El campeón de este torneo, Santos Laguna, se enfrentaría contra el Puebla, campeón de la Copa MX Clausura 2015, en la Supercopa MX 2014-15; para definir el cupo de México 3 para la Copa Libertadores 2016. En este torneo se presentó el debut en esta competencia de Mineros de Zacatecas y Coras de Tepic.

## Sistema de competencia
La competencia de la Copa MX es organizada por la Liga Bancomer MX y Ascenso MX.

La Copa MX A14 se llevará a cabo en los meses de julio a noviembre del 2014 y los partidos se programarán los días martes, miércoles o jueves, dependiendo del calendario de competencia de ambas Divisiones.

Participarán en la Copa MX A14 un total de 28 clubes: 14 clubes de la Liga Bancomer MX y 14 clubes de Ascenso MX.

Por lo que hace a los 14 clubes de la Liga Bancomer MX, se descontarán de la Tabla General de Acceso a los cuatro Clubes que competirán en la Concacaf Liga Campeones 2014-15 (León, América, Pachuca y Cruz Azul). Los Leones Negros de la Universidad de Guadalajara, que ascendieron de Ascenso MX a la Liga Bancomer MX para la Temporada 2014-2015 ocuparán el lugar 14.

En cuanto a los Clubes de Ascenso MX, participarán los 14 clubes de esta División.

### Fase de Calificación
Se integra por 6 jornadas en las que los clubes jugarán sólo con rivales de su grupo en series denominadas llaves. Los 28 clubes participantes se dividirán en 7 grupos de 4 clubes cada uno.

Los equipos de cada grupo jugarán 3 llaves que se calificarán de la siguiente forma:
- Por juego ganado se obtendrán tres puntos
- Por juego empatado se obtendrá un punto
- Por juego perdido cero puntos
- Por llave ganada un punto adicional

En caso de que exista empate en el número de puntos obtenidos por juego, se tomará como criterio de desempate el mayor número de goles anotados como visitante. En caso de que exista empate en el número puntos obtenidos y en goles anotados, o no se hayan anotado goles en los partidos, no habrá punto adicional en la llave.

Si al finalizar las 6 jornadas, dos o más Clubes estuviesen empatados en puntos, su posición en la Tabla General de Clasificación será determinada atendiendo a los siguientes criterios de desempate:
1. Mejor diferencia entre los goles anotados y recibidos
2. Mayor número de goles anotados
3. Marcadores particulares entre los Clubes empatados
4. Mayor número de goles anotados como visitante
5. Mejor ubicado en la Tabla General de Cociente
6. Tabla Fair Play
7. Sorteo

Para determinar los lugares que ocuparán los clubes que participen en la fase final de la Copa MX A14, se tomará como base la Tabla General de Clasificación al término del torneo.

### Fase final
Participarán por el título de Campeón de la Copa MX A14 el primer lugar de cada uno de los 7 grupos y, para completar a los 8 finalistas, el mejor segundo lugar de entre todos los grupos.

En esta fase los equipos se enfrentarán a un solo partido resultando vencedor el que anote mayor número de goles en el tiempo reglamentario de juego. En caso de empate en goles o que no se haya anotado ninguno, para decidir el encuentro se procederá a tirar series de penales.

El partido se llevará a cabo en el estadio del club que tenga mejor ubicación en la Tabla General de Clasificación del Torneo de Copa.

La fase final se jugará de la siguiente forma
- Cuartos de final
  - 1 vs 8 → SF1
  - 2 vs 7 → SF2
  - 3 vs 6 → SF3
  - 4 vs 5 → SF4
- Semifinales
  - SF1 vs SF4 → F1
  - SF2 vs SF3 → F2
- Final
  - F1 vs F2

## Equipos por Entidad Federativa
Para esta edición de la Copa México se contará con 28 equipos, la entidad federativa de la República Mexicana con más equipos profesionales en el certamen será Jalisco con tres equipos.
| Santos Monterrey Tigres Morelia Atlas Guadalajara U de G Chiapas Tijuana Puebla Lobos BUAP Toluca UNAM Veracruz Querétaro Atlante Dorados Altamira Correcaminos Celaya Irapuato Necaxa San Luis Mérida Oaxaca Zacatepec Tepic Zacatecas |

| Entidad Federativa | N.º | Equipos                     |
| ------------------ | --- | --------------------------- |
| Jalisco            | 3   | Atlas, Guadalajara y U de G |
| Nuevo León         | 2   | Tigres y Monterrey          |
| Guanajuato         | 2   | Celaya e Irapuato           |
| Puebla             | 2   | Puebla y Lobos BUAP         |
| Tamaulipas         | 2   | Correcaminos y Altamira     |
| Distrito Federal   | 1   | UNAM                        |
| Baja California    | 1   | Tijuana                     |
| Chiapas            | 1   | Chiapas                     |
| Coahuila           | 1   | Santos                      |
| Estado de México   | 1   | Toluca                      |
| Michoacán          | 1   | Morelia                     |
| Querétaro          | 1   | Querétaro                   |
| Veracruz           | 1   | Veracruz                    |
| Morelos            | 1   | Zacatepec                   |
| Sinaloa            | 1   | Plateados                   |
| Aguascalientes     | 1   | Necaxa                      |
| Oaxaca             | 1   | Oaxaca                      |
| San Luis Potosí    | 1   | Atlético San Luis           |
| Yucatán            | 1   | Mérida                      |
| Quintana Roo       | 1   | Atlante                     |
| Nayarit            | 1   | Tepic                       |
| Zacatecas          | 1   | Zacatecas                   |

## Información de los equipos
| Equipo               | Entrenador                    | Estadio                    | Ciudad                           | Patrocinador    | Kit                           |
| -------------------- | ----------------------------- | -------------------------- | -------------------------------- | --------------- | ----------------------------- |
| Altamira             | Sergio Orduña                 | Altamira                   | Altamira, Tamaulipas             |                 | Lotto                         |
| Atlante              | Gaston Obledo Gabriel Pereyra | Andrés Quintana Roo        | Cancún, Quintana Roo             | Cancún          | Joma                          |
| Atlas                | Tomas Boy                     | Jalisco                    | Guadalajara, Jalisco             | Brigestone      | Archivo:Puma (marca).svg Puma |
| Atlético San Luis    | Flavio Davino                 | Alfonso Lastras            | San Luis Potosí, San Luis Potosí | Boing           | Kappa                         |
| Celaya               | Jorge Humberto Torres         | Miguel Alemán Valdés       | Celaya, Guanajuato               | Bachoco         | Keuka                         |
| Chiapas              | Sergio Bueno                  | Víctor Manuel Reyna        | Tuxtla Gutiérrez, Chiapas        | Soriana         | Pirma                         |
| Correcaminos         | Omar Arellano                 | Marte R. Gómez             | Cd. Victoria, Tamaulipas         | Libertad        | Atlética                      |
| Irapuato             | Roberto Sandoval              | Estadio Sergio León Chávez | Irapuato, Guanajuato             |                 | Umbro                         |
| Deportivo Tepic      | Joel Sánchez Ramos            | Arena Cora                 | Tepic, Nayarit                   | Riviera Nayarit | Nike                          |
| Dorados              | Diego Torres Ortíz            | Banorte                    | Culiacán, Sinaloa                | Coppel          | Silver Sports                 |
| Mineros de Zacatecas | Pablo Marini                  | Francisco Villa            | Zacatecas, Zacatecas             | Telcel          | Pirma                         |
| Guadalajara          | José Manuel de la Torre       | Omnilife                   | Guadalajara, Jalisco             | Bimbo           | Adidas                        |
| Toluca               | Jose Saturnino Cardozo        | Nemesio Diez               | Toluca, Estado de México         | Banamex         | Under Armour                  |
| Leones Negros        | Alfonso Sosa                  | Jalisco                    | Guadalajara, Jalisco             | Proulex         | Lotto                         |
| Lobos BUAP           | Ricardo Valiño                | Olímpico de la BUAP        | Puebla, Puebla                   | Coca Cola       | Keuka                         |
| Mérida               | Jose Luis Chávez              | Carlos Iturralde Rivero    | Mérida, Yucatán                  | ADO             | Lotto                         |
| Monterrey            | Carlos Barra                  | Tecnológico                | Monterrey, Nuevo León            | Bimbo           | Archivo:Puma (marca).svg Puma |
| Morelia              | Ángel David Comizzo           | Morelos                    | Morelia, Michoacán               | Bridgestone     | Joma                          |
| Necaxa               | Miguel Fuentes                | Victoria                   | Aguascalientes, Aguascalientes   | ETN             | Umbro                         |
| Oaxaca               | Ricardo Rayas                 | Benito Juárez              | Oaxaca, Oaxaca                   |                 | Lotto                         |
| Tijuana              | Daniel Guzmán                 | Caliente                   | Tijuana, Baja California         | Caliente        | Nike                          |
| Puebla               | Jose Luis Sanches Sola        | Cuauhtémoc                 | Puebla, Puebla                   | Audi            | Pirma                         |
| Querétaro            | Ignacio Ambriz                | Corregidora                | Querétaro, Querétaro             | Libertad        | Pirma                         |
| Santos               | Pedro Caixinha                | Corona                     | Torreón, Coahuila                | Soriana         | Archivo:213p U m A.png Puma   |
| Tigres               | Ricardo Ferretti              | Universitario              | Monterrey, Nuevo León            | Cemex           | Adidas                        |
| UNAM                 | Guillermo Vázquez             | Olímpico Universitario     | México, D. F.                    | Banamex         | Nike                          |
| Veracruz             | Cristóbal Ortega              | Luis "Pirata" Fuente       | Veracruz, Veracruz               | Winpot Casino   | Kappa                         |
| Zacatepec            | Ignacio Rodríguez             | Centenario                 | Zacatepec, Morelos               | Boing           | Silver Sports                 |

## Calendario
El Calendario de la competición es el siguiente:
| Fase                   | Ronda            | Partido de ida      | Partido de vuelta   |
| ---------------------- | ---------------- | ------------------- | ------------------- |
| Fase de grupos         | Llave 1          | 29-31 de julio      | 5-7 de agosto       |
| Fase de grupos         | Llave 2          | 19-21 de agosto     | 26-28 de agosto     |
| Fase de grupos         | Llave 3          | 16-18 de septiembre | 23–25 de septiembre |
| Eliminatorias directas | Cuartos de final | 21-23 de octubre    | 21-23 de octubre    |
| Eliminatorias directas | Semifinales      | 28-30 de octubre    | 28-30 de octubre    |
| Eliminatorias directas | Final            | 4-6 de noviembre    | 4-6 de noviembre    |

## Fase de grupos
Jugarán en siete grupos de cuatro equipos, en cada grupo habrá dos equipos de la Liga Bancomer MX y dos del Ascenso MX. Clasificarán a cuartos de final el primer lugar de cada grupo y el mejor segundo lugar.
- Los horarios son correspondientes al Tiempo del Centro de México (UTC-6 y UTC-5 en horario de verano).

|  | Equipo clasificado para la Fase final (Primer lugar de grupo).        |
|  | Equipo clasificado para la Fase final (Mejor segundo lugar de grupo). |
|  | Equipo eliminado de la competición.                                   |

### Grupo 1
Equipos de la Liga Bancomer MX: Tigres y Querétaro.
Equipos del Ascenso MX: Altamira e Irapuato.
Trasmisión: Univision TDN.
| Pos. | Equipo    | Pts. | PJ | G | E | P | LG | GF | GC | Dif. | Clasificación             |
| ---- | --------- | ---- | -- | - | - | - | -- | -- | -- | ---- | ------------------------- |
| 1    | Tigres    | 15   | 6  | 4 | 0 | 2 | 3  | 10 | 5  | +5   | Acceso a cuartos de final |
| 2    | Altamira  | 11   | 6  | 3 | 1 | 2 | 1  | 8  | 9  | −1   |                           |
| 3    | Querétaro | 9    | 6  | 2 | 1 | 3 | 2  | 7  | 7  | 0    |                           |
| 4    | Irapuato  | 6    | 6  | 2 | 0 | 4 | 0  | 6  | 10 | −4   |                           |

 Fuente: [cita requerida]
| Irapuato  | 3 - 2 | Querétaro | Sergio León Chávez | 29 de julio      | 19:00 |  |
| Tigres    | 4 - 0 | Altamira  | Universitario      | 29 de julio      | 21:00 |  |
| Querétaro | 2 - 0 | Irapuato  | Corregidora        | 5 de agosto      | 19:00 |  |
| Altamira  | 3 - 1 | Tigres    | Altamira           | 6 de agosto      | 21:00 |  |
| Tigres    | 2 - 0 | Irapuato  | Universitario      | 19 de agosto     | 21:00 |  |
| Altamira  | 0 - 1 | Querétaro | Altamira           | 20 de agosto     | 21:00 |  |
| Querétaro | 2 - 2 | Altamira  | Corregidora        | 26 de agosto     | 19:00 |  |
| Irapuato  | 2 - 1 | Tigres    | Sergio León Chávez | 27 de agosto     | 19:00 |  |
| Irapuato  | 0 - 1 | Altamira  | Sergio León Chávez | 17 de septiembre | 19:00 |  |
| Querétaro | 0 - 1 | Tigres    | Corregidora        | 17 de septiembre | 21:00 |  |
| Tigres    | 1 - 0 | Querétaro | Universitario      | 23 de septiembre | 21:00 |  |
| Altamira  | 2 - 1 | Irapuato  | Altamira           | 24 de septiembre | 19:00 |  |

### Grupo 2
Equipos de la Liga Bancomer MX: Monterrey y Santos.
Equipos del Ascenso MX: Correcaminos y Atlético San Luis.
Trasmisión: SKY.
| Pos. | Equipo               | Pts. | PJ | G | E | P | LG | GF | GC | Dif. | Clasificación             |
| ---- | -------------------- | ---- | -- | - | - | - | -- | -- | -- | ---- | ------------------------- |
| 1    | Santos               | 15   | 6  | 4 | 1 | 1 | 2  | 12 | 8  | +4   | Acceso a cuartos de final |
| 2    | Atlético de San Luis | 11   | 6  | 2 | 3 | 1 | 2  | 11 | 6  | +5   |                           |
| 3    | Monterrey            | 9    | 6  | 2 | 1 | 3 | 2  | 10 | 8  | +2   |                           |
| 4    | Correcaminos UAT     | 4    | 6  | 1 | 1 | 4 | 0  | 7  | 18 | −11  |                           |

 Fuente: [cita requerida]
| Archivo:Correcaminos UAT.png Correcaminos | 1 - 5 | Monterrey                                 | Marte R. Gómez          | 29 de julio      | 21:00 |  |
| Atlético San Luis                         | 3 - 1 | Santos Laguna                             | Alfonso Lastras Ramírez | 30 de julio      | 19:00 |  |
| Santos Laguna                             | 0 - 0 | Atlético San Luis                         | Corona                  | 5 de agosto      | 19:00 |  |
| Monterrey                                 | 0 - 1 | Archivo:Correcaminos UAT.png Correcaminos | Tecnológico             | 5 de agosto      | 21:00 |  |
| Santos Laguna                             | 3 - 0 | Archivo:Correcaminos UAT.png Correcaminos | Corona                  | 19 de agosto     | 21:00 |  |
| Atlético San Luis                         | 0 - 0 | Monterrey                                 | Alfonso Lastras Ramírez | 20 de agosto     | 21:00 |  |
| Monterrey                                 | 2 - 1 | Atlético San Luis                         | Tecnológico             | 26 de agosto     | 19:00 |  |
| Archivo:Correcaminos UAT.png Correcaminos | 2 - 3 | Santos Laguna                             | Marte R. Gómez          | 27 de agosto     | 21:00 |  |
| Monterrey                                 | 2 - 3 | Santos Laguna                             | Tecnológico             | 16 de septiembre | 21:00 |  |
| Atlético San Luis                         | 4 - 0 | Archivo:Correcaminos UAT.png Correcaminos | Alfonso Lastras Ramírez | 17 de septiembre | 19:00 |  |
| Archivo:Correcaminos UAT.png Correcaminos | 3 - 3 | Atlético San Luis                         | Marte R. Gómez          | 23 de septiembre | 19:00 |  |
| Santos Laguna                             | 2 - 1 | Monterrey                                 | Corona                  | 23 de septiembre | 21:00 |  |

### Grupo 3
Equipos de la Liga Bancomer MX: Guadalajara y Tijuana.
Equipos del Ascenso MX: Tepic y Zacatepec.
Trasmisión: ESPN 2.
| Pos. | Equipo      | Pts. | PJ | G | E | P | LG | GF | GC | Dif. | Clasificación             |
| ---- | ----------- | ---- | -- | - | - | - | -- | -- | -- | ---- | ------------------------- |
| 1    | Guadalajara | 14   | 6  | 4 | 0 | 2 | 2  | 10 | 6  | +4   | Acceso a cuartos de final |
| 2    | Coras       | 13   | 6  | 3 | 2 | 1 | 2  | 9  | 5  | +4   |                           |
| 3    | Tijuana     | 9    | 6  | 2 | 2 | 2 | 1  | 6  | 7  | −1   |                           |
| 4    | Zacatepec   | 3    | 6  | 1 | 0 | 5 | 0  | 4  | 12 | −8   |                           |

 Fuente: [cita requerida]
| Guadalajara | 3 - 1 | Tepic       | Omnilife            | 29 de julio      | 19:00 |  |
| Tijuana     | 3 - 1 | Zacatepec   | Caliente            | 29 de julio      | 21:00 |  |
| Zacatepec   | 2 - 1 | Tijuana     | Centenario          | 5 de agosto      | 19:00 |  |
| Tepic       | 3 - 1 | Guadalajara | Estadio Cora        | 12 de agosto     | 21:00 |  |
| Tepic       | 0 - 0 | Tijuana     | Estadio Cora        | 19 de agosto     | 19:00 |  |
| Guadalajara | 2 - 1 | Zacatepec   | Omnilife            | 20 de agosto     | 19:00 |  |
| Tijuana     | 1 - 1 | Tepic       | Caliente            | 26 de agosto     | 21:00 |  |
| Zacatepec   | 0 - 2 | Guadalajara | Agustín Coruco Díaz | 27 de agosto     | 21:00 |  |
| Guadalajara | 2 - 0 | Tijuana     | Omnilife            | 16 de septiembre | 19:00 |  |
| Tepic       | 2 - 0 | Zacatepec   | Estadio Cora        | 16 de septiembre | 21:00 |  |
| Zacatepec   | 0 - 2 | Tepic       | Agustín Coruco Díaz | 24 de septiembre | 19:00 |  |
| Tijuana     | 1 - 0 | Guadalajara | Caliente            | 24 de septiembre | 21:00 |  |

### Grupo 4
Equipos de la Liga Bancomer MX: Atlas y U de G.
Equipos del Ascenso MX: Dorados y Zacatecas.
Trasmisión: Univision TDN
| Pos. | Equipo               | Pts. | PJ | G | E | P | LG | GF | GC | Dif. | Clasificación             |
| ---- | -------------------- | ---- | -- | - | - | - | -- | -- | -- | ---- | ------------------------- |
| 1    | Atlas                | 15   | 6  | 4 | 1 | 1 | 2  | 11 | 9  | +2   | Acceso a cuartos de final |
| 2    | U de G               | 11   | 6  | 2 | 3 | 1 | 2  | 7  | 4  | +3   |                           |
| 3    | Mineros de Zacatecas | 5    | 6  | 1 | 2 | 3 | 0  | 4  | 6  | −2   |                           |
| 4    | Dorados              | 5    | 6  | 1 | 2 | 3 | 0  | 9  | 12 | −3   |                           |

 Fuente: [cita requerida]
| Zacatecas     | 0 - 0 | Leones Negros | Francisco Villa | 29 de julio      | 19:00 |  |
| Atlas         | 4 - 2 | Dorados       | Jalisco         | 30 de julio      | 21:00 |  |
| Leones Negros | 0 - 0 | Zacatecas     | Jalisco         | 5 de agosto      | 19:00 |  |
| Dorados       | 2 - 2 | Atlas         | Banorte         | 5 de agosto      | 21:00 |  |
| Zacatecas     | 1 - 2 | Atlas         | Francisco Villa | 19 de agosto     | 19:00 |  |
| Leones Negros | 1 - 0 | Dorados       | Jalisco         | 19 de agosto     | 21:00 |  |
| Dorados       | 2 - 2 | Leones Negros | Banorte         | 26 de agosto     | 21:00 |  |
| Atlas         | 1 - 0 | Zacatecas     | Jalisco         | 27 de agosto     | 21:00 |  |
| Dorados       | 2 - 1 | Zacatecas     | Banorte         | 16 de septiembre | 21:00 |  |
| Leones Negros | 1 - 2 | Atlas         | Jalisco         | 17 de septiembre | 21:00 |  |
| Zacatecas     | 2 - 1 | Dorados       | Francisco Villa | 23 de septiembre | 19:00 |  |
| Atlas         | 0 - 3 | Leones Negros | Jalisco         | 24 de septiembre | 21:00 |  |

### Grupo 5
Equipos de la Liga Bancomer MX: Morelia y Puebla.
Equipos del Ascenso MX: Necaxa y Celaya.
Trasmisión: TVC Deportes.
| Pos. | Equipo    | Pts. | PJ | G | E | P | LG | GF | GC | Dif. | Clasificación             |
| ---- | --------- | ---- | -- | - | - | - | -- | -- | -- | ---- | ------------------------- |
| 1    | Tigres    | 15   | 6  | 4 | 0 | 2 | 3  | 10 | 5  | +5   | Acceso a cuartos de final |
| 2    | Altamira  | 11   | 6  | 3 | 1 | 2 | 1  | 8  | 9  | −1   |                           |
| 3    | Querétaro | 9    | 6  | 2 | 1 | 3 | 2  | 7  | 7  | 0    |                           |
| 4    | Irapuato  | 6    | 6  | 2 | 0 | 4 | 0  | 6  | 10 | −4   |                           |

 Fuente: [cita requerida]
| Morelia | 1 - 1 | Necaxa  | Morelos              | 30 de julio      | 19:00 |  |
| Celaya  | 0 - 1 | Puebla  | Miguel Alemán Valdés | 30 de julio      | 21:00 |  |
| Necaxa  | 1 - 1 | Morelia | Victoria             | 5 de agosto      | 21:00 |  |
| Puebla  | 2 - 0 | Celaya  | Estadio Cuauhtémoc   | 6 de agosto      | 19:00 |  |
| Celaya  | 2 - 2 | Morelia | Miguel Alemán Valdés | 19 de agosto     | 21:00 |  |
| Puebla  | 1 - 0 | Necaxa  | Estadio Cuauhtémoc   | 20 de agosto     | 19:00 |  |
| Necaxa  | 0 - 0 | Puebla  | Victoria             | 26 de agosto     | 19:00 |  |
| Morelia | 3 - 0 | Celaya  | Morelos              | 27 de agosto     | 19:00 |  |
| Puebla  | 2 - 1 | Morelia | Estadio Cuauhtémoc   | 16 de septiembre | 19:00 |  |
| Celaya  | 0 - 2 | Necaxa  | Miguel Alemán Valdés | 16 de septiembre | 21:00 |  |
| Morelia | 3 - 0 | Puebla  | Morelos              | 24 de septiembre | 19:00 |  |
| Necaxa  | 2 - 1 | Celaya  | Victoria             | 24 de septiembre | 21:00 |  |

### Grupo 6
Equipos de la Liga Bancomer MX: UNAM y Toluca.
Equipos del Ascenso MX: Atlante y Mérida.
Trasmisión: SKY.
| Pos. | Equipo  | Pts. | PJ | G | E | P | LG | GF | GC | Dif. | Clasificación             |
| ---- | ------- | ---- | -- | - | - | - | -- | -- | -- | ---- | ------------------------- |
| 1    | Mérida  | 17   | 6  | 4 | 2 | 0 | 3  | 8  | 4  | +4   | Acceso a cuartos de final |
| 2    | Toluca  | 13   | 6  | 3 | 2 | 1 | 2  | 12 | 8  | +4   | Acceso a cuartos de final |
| 3    | UNAM    | 6    | 6  | 1 | 2 | 3 | 1  | 9  | 11 | −2   |                           |
| 4    | Atlante | 2    | 6  | 0 | 2 | 4 | 0  | 6  | 12 | −6   |                           |

 Fuente: [cita requerida]
| Mérida     | 2 - 1 | Toluca     | Carlos Iturralde Rivero | 30 de julio      | 19:00  |  |
| Pumas UNAM | 1 - 1 | Atlante    | Olímpico Universitario  | 30 de julio      | 21:00  |  |
| Atlante    | 2 - 3 | Pumas UNAM | Andrés Quintana Roo     | 5 de agosto      | 21:00  |  |
| Toluca     | 1 - 1 | Mérida     | Nemesio Diez            | 6 de agosto      | 19:00  |  |
| Toluca     | 3 - 2 | Atlante    | Nemesio Diez            | 19 de agosto     | 19:00  |  |
| Mérida     | 2 - 1 | Pumas UNAM | Carlos Iturralde Rivero | 19 de agosto     | 21:00  |  |
| Atlante    | 0 - 3 | Toluca     | Andrés Quintana Roo     | 26 de agosto     | 19:00  |  |
| Pumas UNAM | 1 - 2 | Mérida     | Olímpico Universitario  | 27 de agosto     | 21::00 |  |
| Mérida     | 1 - 0 | Atlante    | Carlos Iturralde Rivero | 16 de septiembre | 19:00  |  |
| Toluca     | 2 - 2 | Pumas UNAM | Nemesio Diez            | 16 de septiembre | 19:00  |  |
| Atlante    | 1 - 1 | Mérida     | Andrés Quintana Roo     | 23 de septiembre | 19:00  |  |
| Pumas UNAM | 1 - 2 | Toluca     | Olímpico Universitario  | 23 de septiembre | 21:00  |  |

### Grupo 7
Equipos de la Liga Bancomer MX: Veracruz y Chiapas.
Equipos del Ascenso MX: Oaxaca y Lobos BUAP.
Trasmisión: [fox sports 2]
| Pos. | Equipo     | Pts. | PJ | G | E | P | LG | GF | GC | Dif. | Clasificación             |
| ---- | ---------- | ---- | -- | - | - | - | -- | -- | -- | ---- | ------------------------- |
| 1    | Lobos BUAP | 14   | 6  | 4 | 0 | 2 | 2  | 10 | 5  | +5   | Acceso a cuartos de final |
| 2    | Alebrijes  | 11   | 6  | 3 | 1 | 2 | 1  | 8  | 9  | −1   |                           |
| 3    | Veracruz   | 9    | 6  | 2 | 1 | 3 | 2  | 7  | 7  | 0    |                           |
| 4    | Chiapas    | 7    | 6  | 1 | 3 | 2 | 1  | 6  | 9  | −3   |                           |

 Fuente: [cita requerida]
| Lobos BUAP | 4 - 2 | Chiapas    | Olímpico de la BUAP  | 29 de julio      | 19:00 | [[Archivo:fox spo .jpg\|90px]] |
| Veracruz   | 1 - 2 | Oaxaca     | Luis "Pirata" Fuente | 30 de julio      | 19:00 | [[Archivo:fox spo .jpg\|90px]] |
| Oaxaca     | 2 - 3 | Veracruz   | Benito Juárez        | 5 de agosto      | 19:00 | [[Archivo:fox spo .jpg\|90px]] |
| Chiapas    | 0 - 0 | Lobos BUAP | Víctor Manuel Reyna  | 6 de agosto      | 21:00 | [[Archivo:fox spo .jpg\|90px]] |
| Chiapas    | 0 - 0 | Oaxaca     | Víctor Manuel Reyna  | 19 de agosto     | 19:00 | [[Archivo:fox spo .jpg\|90px]] |
| Veracruz   | 0 - 0 | Lobos BUAP | Luis "Pirata" Fuente | 20 de agosto     | 21:00 | [[Archivo:fox spo .jpg\|90px]] |
| Lobos BUAP | 1 - 1 | Veracruz   | Olímpico de la BUAP  | 26 de agosto     | 19:00 | [[Archivo:fox spo .jpg\|90px]] |
| Oaxaca     | 2 - 0 | Chiapas    | Benito Juárez        | 27 de agosto     | 19:00 | [[Archivo:fox spo .jpg\|90px]] |
| Oaxaca     | 1 - 1 | Lobos BUAP | Benito Juárez        | 17 de septiembre | 19:00 | [[Archivo:fox spo .jpg\|90px]] |
| Chiapas    | 3 - 2 | Veracruz   | Víctor Manuel Reyna  | 17 de septiembre | 21:00 | [[Archivo:fox spo .jpg\|90px]] |
| Lobos BUAP | 3 - 2 | Oaxaca     | Olímpico de la BUAP  | 23 de septiembre | 19:00 | [[Archivo:fox spo .jpg\|90px]] |
| Veracruz   | 1 - 1 | Chiapas    | Luis "Pirata" Fuente | 24 de septiembre | 21:00 | [[Archivo:fox spo .jpg\|90px]] |

### Mejor segundo
| Pos. | Equipo               | Pts. | PJ | G | E | P | LG | GF | GC | Dif. | Clasificación             |
| ---- | -------------------- | ---- | -- | - | - | - | -- | -- | -- | ---- | ------------------------- |
| 1    | Toluca               | 13   | 6  | 3 | 2 | 1 | 2  | 12 | 8  | +4   | Acceso a cuartos de Final |
| 2    | Coras                | 13   | 6  | 3 | 2 | 1 | 2  | 9  | 5  | +4   |                           |
| 3    | Morelia              | 11   | 6  | 2 | 3 | 1 | 2  | 11 | 6  | +5   |                           |
| 4    | Atlético de San Luis | 11   | 6  | 2 | 3 | 1 | 2  | 11 | 6  | +5   |                           |
| 5    | U de G               | 11   | 6  | 2 | 3 | 1 | 2  | 7  | 4  | +3   |                           |
| 6    | Alebrijes            | 9    | 6  | 2 | 2 | 2 | 1  | 9  | 8  | +1   |                           |
| 7    | Querétaro            | 9    | 6  | 2 | 1 | 3 | 2  | 7  | 7  | 0    |                           |

 Fuente: [cita requerida]

## Tabla de clasificados
| Pos. | Equipo      | Pts. | PJ | G | E | P | LG | GF | GC | Dif. |
| ---- | ----------- | ---- | -- | - | - | - | -- | -- | -- | ---- |
| 1    | Mérida      | 17   | 6  | 4 | 2 | 0 | 3  | 8  | 4  | +4   |
| 2    | Tigres      | 15   | 6  | 4 | 0 | 2 | 3  | 10 | 5  | +5   |
| 3    | Santos      | 15   | 6  | 4 | 1 | 1 | 2  | 12 | 8  | +4   |
| 4    | Atlas       | 15   | 6  | 4 | 1 | 1 | 2  | 11 | 9  | +2   |
| 5    | Puebla      | 15   | 6  | 4 | 1 | 1 | 2  | 6  | 4  | +2   |
| 6    | Guadalajara | 14   | 6  | 4 | 0 | 2 | 2  | 10 | 6  | +4   |
| 7    | Toluca      | 13   | 6  | 3 | 2 | 1 | 2  | 12 | 8  | +4   |
| 8    | Lobos BUAP  | 12   | 6  | 2 | 4 | 0 | 2  | 9  | 6  | +3   |

 Fuente: [cita requerida]

## Estadísticas

### Máximos goleadores
Lista con los máximos goleadores de la Copa MX, * Datos según la página oficial de la competición. También se incluyen los goles de Fase Final
| Pos. | Jugador         | Equipo        | Goles | Penal | Frecuencia |
| ---- | --------------- | ------------- | ----- | ----- | ---------- |
| 1.º  | Andrés Rentería | Santos Laguna | 6     | 0     | 39.25      |
| 2.º  | Danny Santoya   | Oaxaca        | 5     | 1     | 68.00      |
| 2.º  | Djaniny Tavares | Santos Laguna | 5     | 0     | 77.25      |
| 4.º  | Eduardo Herrera | Pumas UNAM    | 4     | 1     | 52.25      |
| 4.º  | Dorlan Pabón    | Monterrey     | 4     | 1     | 66.25      |
| 4.º  | Edgar Benítez   | Toluca        | 4     | 0     | 77.25      |
| 4.º  | Ricardo Jesus   | Querétaro     | 4     | 0     | 77.25      |
| 8.º  | dario burbano   | leon          | 3     | 0     | 77.25      |
| 8.º  | David Depetris  | Morelia       | 3     | 0     | 77.25      |
| 8.º  | Martín Barragán | Atlas         | 3     | 0     | 77.25      |

- Actualizado el 10 de noviembre de 2014

### Clasificación Juego Limpio
| Lugar                                | Club                                      | Tarjeta amarilla | Segunda tarjeta amarilla y expulsión · Segunda tarjeta amarilla y expulsión | Tarjeta roja directa | Puntos   |
| ------------------------------------ | ----------------------------------------- | ---------------- | --------------------------------------------------------------------------- | -------------------- | -------- |
| 1                                    | Puebla                                    | 2                | 0                                                                           | 0                    | 2        |
| 2                                    | Monterrey                                 | 3                | 0                                                                           | 0                    | 3        |
| 3                                    | Irapuato                                  | 3                | 0                                                                           | 0                    | 3        |
| 4                                    | Tepic                                     | 3                | 0                                                                           | 0                    | 3        |
| 5                                    | Guadalajara                               | 4                | 0                                                                           | 0                    | 4        |
| 6                                    | Tigres                                    | 4                | 0                                                                           | 0                    | 4        |
| 7                                    | Toluca                                    | 4                | 0                                                                           | 0                    | 4        |
| 8                                    | Querétaro                                 | 4                | 0                                                                           | 0                    | 4        |
| 9                                    | Leones Negros                             | 5                | 0                                                                           | 0                    | 5        |
| 10                                   | Dorados                                   | 5                | 0                                                                           | 0                    | 5        |
| 11                                   | Zacatepec                                 | 5                | 0                                                                           | 0                    | 5        |
| 12                                   | Santos Laguna                             | 6                | 0                                                                           | 0                    | 6        |
| 13                                   | Celaya                                    | 6                | 0                                                                           | 0                    | 6        |
| 14                                   | Archivo:Correcaminos UAT.png Correcaminos | 6                | 0                                                                           | 0                    | 6        |
| 15                                   | Necaxa                                    | 6                | 0                                                                           | 0                    | 6        |
| 16                                   | Mérida                                    | 6                | 0                                                                           | 0                    | 6        |
| 17                                   | Atlante                                   | 7                | 0                                                                           | 0                    | 7        |
| 18                                   | Tijuana                                   | 4                | 0                                                                           | 1                    | 7        |
| 19                                   | Morelia                                   | 7                | 0                                                                           | 0                    | 7        |
| 20                                   | Zacatecas                                 | 4                | 0                                                                           | 1                    | 7        |
| 21                                   | Pumas UNAM                                | 8                | 0                                                                           | 0                    | 8        |
| 22                                   | Atlas                                     | 5                | 1                                                                           | 0                    | 8        |
| 23                                   | Atlético San Luis                         | 10               | 0                                                                           | 0                    | 10       |
| 24                                   | Altamira                                  | 11               | 0                                                                           | 0                    | 11       |
| 25                                   | Lobos BUAP                                | 11               | 0                                                                           | 0                    | 11       |
| 26                                   | Chiapas                                   | 5                | 0                                                                           | 2                    | 11       |
| 27                                   | Oaxaca                                    | 10               | 0                                                                           | 1                    | 13       |
| 28                                   | Veracruz                                  | 8                | 2                                                                           | 0                    | 14       |
| Primera Tarjeta Amarilla             | Primera Tarjeta Amarilla                  | 1 punto          | 1 punto                                                                     | 1 punto              | 1 punto  |
| Segunda Tarjeta Amarilla y Expulsión | Segunda Tarjeta Amarilla y Expulsión      | 3 puntos         | 3 puntos                                                                    | 3 puntos             | 3 puntos |
| Tarjeta Roja Directa                 | Tarjeta Roja Directa                      | 3 puntos         | 3 puntos                                                                    | 3 puntos             | 3 puntos |

## Fase final
|  | Cuartos de final           | Cuartos de final           | Cuartos de final           |            |       | Semifinales                | Semifinales                | Semifinales                |  |   | Final                  | Final                  | Final                  |  |
|  | 21 y 22 de octubre de 2014 | 21 y 22 de octubre de 2014 | 21 y 22 de octubre de 2014 |            |       | 28 y 29 de octubre de 2014 | 28 y 29 de octubre de 2014 | 28 y 29 de octubre de 2014 |  |   | 4 de noviembre de 2014 | 4 de noviembre de 2014 | 4 de noviembre de 2014 |  |
|  |                            |                            |                            |            |       |                            |                            |                            |  |   |                        |                        |                        |  |
|  |                            |                            |                            |            |       |                            |                            |                            |  |   |                        |                        |                        |  |
|  | 2                          | Tigres                     | 2                          |            |       |                            |                            |                            |  |   |                        |                        |                        |  |
|  | 2                          | Tigres                     | 2                          |            |       |                            |                            |                            |  |   |                        |                        |                        |  |
|  | 7                          | Toluca                     | 0                          |            |       |                            |                            |                            |  |   |                        |                        |                        |  |
|  | 7                          | Toluca                     | 0                          |            | 2     | Tigres                     | 2                          |                            |  |   |                        |                        |                        |  |
|  |                            |                            |                            |            | 2     | Tigres                     | 2                          |                            |  |   |                        |                        |                        |  |
|  |                            |                            | 3                          | Santos     | 4     |                            |                            |                            |  |   |                        |                        |                        |  |
|  | 3                          | Santos                     | 3                          | Santos     | 4     | 5                          |                            |                            |  |   |                        |                        |                        |  |
|  | 3                          | Santos                     |                            |            |       |                            |                            |                            |  |   |                        |                        |                        |  |
|  | 6                          | Guadalajara                | 0                          |            |       |                            |                            |                            |  |   |                        |                        |                        |  |
|  | 6                          | Guadalajara                | 0                          |            |       |                            |                            |                            |  | 3 | Santos (p.)            | 2 (4)                  |                        |  |
|  |                            |                            |                            |            |       |                            |                            |                            |  | 3 | Santos (p.)            | 2 (4)                  |                        |  |
|  |                            |                            | 5                          | Puebla     | 2 (2) |                            |                            |                            |  |   |                        |                        |                        |  |
|  | 4                          | Atlas                      | 5                          | Puebla     | 2 (2) | 1 (3)                      |                            |                            |  |   |                        |                        |                        |  |
|  | 4                          | Atlas                      |                            |            |       |                            |                            |                            |  |   |                        |                        |                        |  |
|  | 5                          | Puebla (p.)                | 1 (4)                      |            |       |                            |                            |                            |  |   |                        |                        |                        |  |
|  | 5                          | Puebla (p.)                | 1 (4)                      |            | 5     | Puebla (p.)                | 1 (5)                      |                            |  |   |                        |                        |                        |  |
|  |                            |                            |                            |            | 5     | Puebla (p.)                | 1 (5)                      |                            |  |   |                        |                        |                        |  |
|  |                            |                            | 8                          | Lobos BUAP | 1 (4) |                            |                            |                            |  |   |                        |                        |                        |  |
|  | 1                          | Mérida                     | 8                          | Lobos BUAP | 1 (4) | 1                          |                            |                            |  |   |                        |                        |                        |  |
|  | 1                          | Mérida                     |                            |            |       |                            |                            |                            |  |   |                        |                        |                        |  |
|  | 8                          | Lobos BUAP                 | 3                          |            |       |                            |                            |                            |  |   |                        |                        |                        |  |
|  | 8                          | Lobos BUAP                 | 3                          |            |       |                            |                            |                            |  |   |                        |                        |                        |  |
|  |                            |                            |                            |            |       |                            |                            |                            |  |   |                        |                        |                        |  |

## Cuartos de final

### Mérida-Lobos BUAP
| 21 de octubre de 2014, 19:00     | Mérida      | 1:3 (0:0) | Lobos BUAP                                      | Estadio Carlos Iturralde Rivero, Mérida |                                |
|                                  | Morales 51' | Reporte   | Tejeda 69' · Guzmán 81' · D. Jiménez 90' (pen.) | Árbitro(s): Angel Monroy Bello          | Árbitro(s): Angel Monroy Bello |
| Lobos BUAP avanza a semifinales. |             |           |                                                 |                                         |                                |

### Tigres-Toluca
| 22 de octubre de 2014, 21:00  | Tigres                          | 2:0 (0:0) | Toluca | Estadio Universitario, San Nicolás de los Garza          |                                                          |
|                               | Torres 55' · Egidio Arévalo 59' | Reporte   |        | Asistencia: 41 203 espectadores Árbitro(s): Oscar Macías | Asistencia: 41 203 espectadores Árbitro(s): Oscar Macías |
| Tigres avanzó a la semifinal. |                                 |           |        |                                                          |                                                          |

### Santos Laguna-Guadalajara
| 21 de octubre de 2014, 21:15 | Santos Laguna                                                       | 5:0 (3:0) | Guadalajara | Estadio TSM Corona, Torreón                                        |                                                                    |
|                              | Orozco 5' 13' · Rodríguez 20' (pen.) · Djaniny 78' · Calderón 90+2' | Reporte   |             | Asistencia: 10 859 espectadores Árbitro(s): Luis Enrique Santander | Asistencia: 10 859 espectadores Árbitro(s): Luis Enrique Santander |
| Santos avanzó a Semifinales. |                                                                     |           |             |                                                                    |                                                                    |

### Atlas-Puebla
| 22 de octubre de 2014, 19:00 | Atlas                                                  | 0:0 (3:4 p.)               | Puebla                                                   | Estadio Jalisco, Guadalajara           |                                        |
|                              |                                                        | Reporte                    |                                                          | Árbitro(s): Erick Yair Miranda Galindo | Árbitro(s): Erick Yair Miranda Galindo |
|                              |                                                        | Tiros desde el punto penal |                                                          |                                        |                                        |
|                              | Millar · E. Esqueda · Vilar · González · Leite · Ponce |                            | Pajoy · L. Esqueda · de Luna · Loroña · Blanco · Frausto |                                        |                                        |
| Puebla avanzó a Semifinales. |                                                        |                            |                                                          |                                        |                                        |

## Semifinales

### Tigres-Santos Laguna
| 29 de octubre de 2014, 21:00 | Tigres                         | 2:4 (2:2) | Santos Laguna                                        | Estadio Universitario, San Nicolás de los Garza                       |                                                                       |
|                              | Álvarez 9' · Orozco 12' (a.g.) | Reporte   | Djaniny 35' · Rentería 41' · Alanís 60' · Orozco 65' | Asistencia: 41 203 espectadores Árbitro(s): Fernando Guerrero Ramírez | Asistencia: 41 203 espectadores Árbitro(s): Fernando Guerrero Ramírez |
| Santos avanzó a la Final.    |                                |           |                                                      |                                                                       |                                                                       |

### Puebla-Lobos BUAP
| 28 de octubre de 2014, 21:00 | Puebla                                     | 1:1 (0:1) (5:4 p.)         | Lobos BUAP                                      | Estadio Cuauhtémoc, Puebla                                                |                                                                           |
|                              | Loroña 75'                                 | Reporte                    | Tejeda 30'                                      | Asistencia: 19 366 espectadores Árbitro(s): César Arturo Ramos Palazuelos | Asistencia: 19 366 espectadores Árbitro(s): César Arturo Ramos Palazuelos |
|                              |                                            | Tiros desde el punto penal |                                                 |                                                                           |                                                                           |
|                              | Pajoy · de Luna · Torres · Loroña · Blanco |                            | Tejeda · Ibarra · D. Jiménez · Guzmán · Vázquez |                                                                           |                                                                           |
| Puebla avanzó a la Final.    |                                            |                            |                                                 |                                                                           |                                                                           |

## Final

### Santos Laguna-Puebla
| 4 de noviembre de 2014, 21:00                   | Santos                                  | 2:2 (1:0) (4:2 p.)         | Puebla                             | Estadio TSM Corona, Torreón                                    |                                                                |
|                                                 | Rentería 34' · Calderón 76'             | Reporte                    | Pajoy 72' · Noriega 89'            | Asistencia: 21 151 espectadores Árbitro(s): Cesar Arturo Ramos | Asistencia: 21 151 espectadores Árbitro(s): Cesar Arturo Ramos |
|                                                 |                                         | Tiros desde el punto penal |                                    |                                                                |                                                                |
|                                                 | Rodríguez · Alanís · Calderón · Djaniny |                            | Pajoy · E. Pérez · Acosta · Torres |                                                                |                                                                |
| Santos Campeón de la Copa México Apertura 2014. |                                         |                            |                                    |                                                                |                                                                |

### Final
| 12    | POR   | Julio José González    |     |
| 16    | DEF   | Adrian Aldrete         |     |
| 24    | DEF   | Carlos Izquierdoz      |     |
| 2     | DEF   | Oswaldo Alanis         |     |
| 94    | DEF   | José Abella            |     |
| 17    | MED   | Rodolfo Salinas        |     |
| 7     | MED   | Andrés Rentería        | 82' |
| 8     | MED   | Juan Pablo Rodríguez   |     |
| 3     | MED   | Carlos Darwin Quintero | 86' |
| 27    | DEL   | Javier Orozco          | 69' |
| 21    | DEL   | Djaniny Tavares        |     |
| D. T. | D. T. | Pedro Caixinha         |     |

| 1     | POR   | Alfredo Frausto           |     |
| 5     | DEF   | Mario de Luna             | 46' |
| 3     | DEF   | Mauricio Martín Romero    |     |
| 4     | DEF   | Michael Orozco            |     |
| 5     | DEF   | Juan Carlos de la Barrera | 53' |
| 12    | DEF   | Oscar Adrián Rojas        |     |
| 28    | MED   | Francisco Javier Torres   |     |
| 7     | MED   | Luis Miguel Noriega       |     |
| 22    | MED   | John Pajoy                |     |
| 10    | DEL   | Cuauhtémoc Blanco         | 72' |
| 11    | DEL   | Wilberto Cosme            |     |
| D. T. | D. T. | José Luis Sánchez Solá    |     |

| 11 | Centrocampista | Néstor Calderón       | 69' |
| 99 | Centrocampista | Jesús Alonso Escoboza | 82' |
| 14 | Defensa        | Néstor Araujo         | 86' |

| 12  | Defensa        | Luis Esqueda        | 46' |
| 13  | Centrocampista | Alberto Acosta      | 53' |
| 100 | Centrocampista | Eduardo Pérez Reyes | 72' |

| 34' · 76' | Andrés Rentería Néstor Calderón | 1:0 2:1 |

| 72' · 89' | John Pajoy Luis Miguel Noriega | 1:1 2:2 |

| Acierto de penal · Acierto de penal · Acierto de penal · Acierto de penal | Juan Pablo Rodríguez Oswaldo Alanis Néstor Calderón Djaniny Tavares | 1:1 2:2 3:2 4:2 |

| Acierto de penal · Acierto de penal · Fallo de penal · Fallo de penal | John Pajoy Eduardo Pérez Reyes Alberto Acosta Francisco Javier Torres | 1:1 2:2 3:2 4:2 |

| 56' · 77' | Carlos Darwin Quintero Rodolfo Salinas |

| 63' | Mauricio Martín Romero |

| Expulsado · Otorgado · Expulsado | No Hubo |

| 68' | Mauricio Martín Romero |

| Principal  | César Arturo Ramos  |
| Asistentes | José Luis Camargo   |
|            | Igor Itzsvan Flores |
| Cuarto     | Erick Yair Miranda  |

|                    |   |   |
| Tiros              | - | - |
| Tiros a puerta     | - | - |
| Faltas             | - | - |
| Saques de esquina  | - | - |
| Penaltis           | - | - |
| Fueras de juego    | - | - |
| Posesión del balón | % | % |

| Alineación inicial |

| 12    | POR   | Julio José González    |     |
| 16    | DEF   | Adrian Aldrete         |     |
| 24    | DEF   | Carlos Izquierdoz      |     |
| 2     | DEF   | Oswaldo Alanis         |     |
| 94    | DEF   | José Abella            |     |
| 17    | MED   | Rodolfo Salinas        |     |
| 7     | MED   | Andrés Rentería        | 82' |
| 8     | MED   | Juan Pablo Rodríguez   |     |
| 3     | MED   | Carlos Darwin Quintero | 86' |
| 27    | DEL   | Javier Orozco          | 69' |
| 21    | DEL   | Djaniny Tavares        |     |
| D. T. | D. T. | Pedro Caixinha         |     |

| 1     | POR   | Alfredo Frausto           |     |
| 5     | DEF   | Mario de Luna             | 46' |
| 3     | DEF   | Mauricio Martín Romero    |     |
| 4     | DEF   | Michael Orozco            |     |
| 5     | DEF   | Juan Carlos de la Barrera | 53' |
| 12    | DEF   | Oscar Adrián Rojas        |     |
| 28    | MED   | Francisco Javier Torres   |     |
| 7     | MED   | Luis Miguel Noriega       |     |
| 22    | MED   | John Pajoy                |     |
| 10    | DEL   | Cuauhtémoc Blanco         | 72' |
| 11    | DEL   | Wilberto Cosme            |     |
| D. T. | D. T. | José Luis Sánchez Solá    |     |

| 11 | Centrocampista | Néstor Calderón       | 69' |
| 99 | Centrocampista | Jesús Alonso Escoboza | 82' |
| 14 | Defensa        | Néstor Araujo         | 86' |

| 12  | Defensa        | Luis Esqueda        | 46' |
| 13  | Centrocampista | Alberto Acosta      | 53' |
| 100 | Centrocampista | Eduardo Pérez Reyes | 72' |

| 34' · 76' | Andrés Rentería Néstor Calderón | 1:0 2:1 |

| 72' · 89' | John Pajoy Luis Miguel Noriega | 1:1 2:2 |

| Acierto de penal · Acierto de penal · Acierto de penal · Acierto de penal | Juan Pablo Rodríguez Oswaldo Alanis Néstor Calderón Djaniny Tavares | 1:1 2:2 3:2 4:2 |

| Acierto de penal · Acierto de penal · Fallo de penal · Fallo de penal | John Pajoy Eduardo Pérez Reyes Alberto Acosta Francisco Javier Torres | 1:1 2:2 3:2 4:2 |

| 56' · 77' | Carlos Darwin Quintero Rodolfo Salinas |

| 63' | Mauricio Martín Romero |

| Expulsado · Otorgado · Expulsado | No Hubo |

| 68' | Mauricio Martín Romero |

| Principal  | César Arturo Ramos  |
| Asistentes | José Luis Camargo   |
|            | Igor Itzsvan Flores |
| Cuarto     | Erick Yair Miranda  |

|                    |   |   |
| Tiros              | - | - |
| Tiros a puerta     | - | - |
| Faltas             | - | - |
| Saques de esquina  | - | - |
| Penaltis           | - | - |
| Fueras de juego    | - | - |
| Posesión del balón | % | % |

| Alineación inicial |

| 12    | POR   | Julio José González    |     |
| 16    | DEF   | Adrian Aldrete         |     |
| 24    | DEF   | Carlos Izquierdoz      |     |
| 2     | DEF   | Oswaldo Alanis         |     |
| 94    | DEF   | José Abella            |     |
| 17    | MED   | Rodolfo Salinas        |     |
| 7     | MED   | Andrés Rentería        | 82' |
| 8     | MED   | Juan Pablo Rodríguez   |     |
| 3     | MED   | Carlos Darwin Quintero | 86' |
| 27    | DEL   | Javier Orozco          | 69' |
| 21    | DEL   | Djaniny Tavares        |     |
| D. T. | D. T. | Pedro Caixinha         |     |

| 1     | POR   | Alfredo Frausto           |     |
| 5     | DEF   | Mario de Luna             | 46' |
| 3     | DEF   | Mauricio Martín Romero    |     |
| 4     | DEF   | Michael Orozco            |     |
| 5     | DEF   | Juan Carlos de la Barrera | 53' |
| 12    | DEF   | Oscar Adrián Rojas        |     |
| 28    | MED   | Francisco Javier Torres   |     |
| 7     | MED   | Luis Miguel Noriega       |     |
| 22    | MED   | John Pajoy                |     |
| 10    | DEL   | Cuauhtémoc Blanco         | 72' |
| 11    | DEL   | Wilberto Cosme            |     |
| D. T. | D. T. | José Luis Sánchez Solá    |     |

| 11 | Centrocampista | Néstor Calderón       | 69' |
| 99 | Centrocampista | Jesús Alonso Escoboza | 82' |
| 14 | Defensa        | Néstor Araujo         | 86' |

| 12  | Defensa        | Luis Esqueda        | 46' |
| 13  | Centrocampista | Alberto Acosta      | 53' |
| 100 | Centrocampista | Eduardo Pérez Reyes | 72' |

| 34' · 76' | Andrés Rentería Néstor Calderón | 1:0 2:1 |

| 72' · 89' | John Pajoy Luis Miguel Noriega | 1:1 2:2 |

| Acierto de penal · Acierto de penal · Acierto de penal · Acierto de penal | Juan Pablo Rodríguez Oswaldo Alanis Néstor Calderón Djaniny Tavares | 1:1 2:2 3:2 4:2 |

| Acierto de penal · Acierto de penal · Fallo de penal · Fallo de penal | John Pajoy Eduardo Pérez Reyes Alberto Acosta Francisco Javier Torres | 1:1 2:2 3:2 4:2 |

| 56' · 77' | Carlos Darwin Quintero Rodolfo Salinas |

| 63' | Mauricio Martín Romero |

| Expulsado · Otorgado · Expulsado | No Hubo |

| 68' | Mauricio Martín Romero |

| Principal  | César Arturo Ramos  |
| Asistentes | José Luis Camargo   |
|            | Igor Itzsvan Flores |
| Cuarto     | Erick Yair Miranda  |

|                    |   |   |
| Tiros              | - | - |
| Tiros a puerta     | - | - |
| Faltas             | - | - |
| Saques de esquina  | - | - |
| Penaltis           | - | - |
| Fueras de juego    | - | - |
| Posesión del balón | % | % |

| Alineación inicial |

| 12    | POR   | Julio José González    |     |
| 16    | DEF   | Adrian Aldrete         |     |
| 24    | DEF   | Carlos Izquierdoz      |     |
| 2     | DEF   | Oswaldo Alanis         |     |
| 94    | DEF   | José Abella            |     |
| 17    | MED   | Rodolfo Salinas        |     |
| 7     | MED   | Andrés Rentería        | 82' |
| 8     | MED   | Juan Pablo Rodríguez   |     |
| 3     | MED   | Carlos Darwin Quintero | 86' |
| 27    | DEL   | Javier Orozco          | 69' |
| 21    | DEL   | Djaniny Tavares        |     |
| D. T. | D. T. | Pedro Caixinha         |     |

| 1     | POR   | Alfredo Frausto           |     |
| 5     | DEF   | Mario de Luna             | 46' |
| 3     | DEF   | Mauricio Martín Romero    |     |
| 4     | DEF   | Michael Orozco            |     |
| 5     | DEF   | Juan Carlos de la Barrera | 53' |
| 12    | DEF   | Oscar Adrián Rojas        |     |
| 28    | MED   | Francisco Javier Torres   |     |
| 7     | MED   | Luis Miguel Noriega       |     |
| 22    | MED   | John Pajoy                |     |
| 10    | DEL   | Cuauhtémoc Blanco         | 72' |
| 11    | DEL   | Wilberto Cosme            |     |
| D. T. | D. T. | José Luis Sánchez Solá    |     |

| 11 | Centrocampista | Néstor Calderón       | 69' |
| 99 | Centrocampista | Jesús Alonso Escoboza | 82' |
| 14 | Defensa        | Néstor Araujo         | 86' |

| 12  | Defensa        | Luis Esqueda        | 46' |
| 13  | Centrocampista | Alberto Acosta      | 53' |
| 100 | Centrocampista | Eduardo Pérez Reyes | 72' |

| 34' · 76' | Andrés Rentería Néstor Calderón | 1:0 2:1 |

| 72' · 89' | John Pajoy Luis Miguel Noriega | 1:1 2:2 |

| Acierto de penal · Acierto de penal · Acierto de penal · Acierto de penal | Juan Pablo Rodríguez Oswaldo Alanis Néstor Calderón Djaniny Tavares | 1:1 2:2 3:2 4:2 |

| Acierto de penal · Acierto de penal · Fallo de penal · Fallo de penal | John Pajoy Eduardo Pérez Reyes Alberto Acosta Francisco Javier Torres | 1:1 2:2 3:2 4:2 |

| 56' · 77' | Carlos Darwin Quintero Rodolfo Salinas |

| 63' | Mauricio Martín Romero |

| Expulsado · Otorgado · Expulsado | No Hubo |

| 68' | Mauricio Martín Romero |

| Principal  | César Arturo Ramos  |
| Asistentes | José Luis Camargo   |
|            | Igor Itzsvan Flores |
| Cuarto     | Erick Yair Miranda  |

|                    |   |   |
| Tiros              | - | - |
| Tiros a puerta     | - | - |
| Faltas             | - | - |
| Saques de esquina  | - | - |
| Penaltis           | - | - |
| Fueras de juego    | - | - |
| Posesión del balón | % | % |

| Alineación inicial |

|                                 |
|                                 |
| Campeón Santos Laguna 1º título |

| Predecesor: Clausura 2014 | Temporadas de la Copa México Apertura 2014 | Sucesor: Clausura 2015 |